# Stary Ramuk
Stary Ramuk (deutsch Alt Ramuck) ist ein Ort in der polnischen Woiwodschaft Ermland-Masuren. Er gehört zur Gmina Stawiguda (Landgemeinde Stabigotten) im Powiat Olsztyński (Kreis Allenstein).

## Geographische Lage
Stary Ramuk liegt am Ostufer des Lansker Sees (polnisch Jezioro Łańskie) im Westen der Woiwodschaft Ermland-Masuren, 18 Kilometer südlich der Kreis- und Woiwodschaftshauptstadt Olsztyn (deutsch Allenstein).

## Geschichte
Vor 1945 war Alt Ramuck eine zum Staatsforst Ramuck gehörende Försterei. Sie galt als Wohnplatz des Forstgutsbezirks Ramuck (heute polnisch: Nadleśnictwa Nowe Ramuki), später der Gemeinde Alt Kaletka (1938 bis 1945 Teerwalde, polnisch Stara Kaletka) im ostpreußischen Kreis Allenstein.
Alt Ramuck (im 16. Jahrhundert bereits als Ramuck erwähnt) war Sitz eines Forstbezirks, der an der Stelle eines alten Waldbeobachtungsturms am Ufer des Lansker Sees sich befand. Die Volkszählung am 1. Dezember 1905 ergab für Alt Ramuck ein Wohngebäude bei elf Einwohnern.
Als 1945 in Kriegsfolge das gesamte südliche Ostpreußen an Polen abgetreten wurde, erhielt Alt Ramuck die polnische Namensform „Stary Ramuk“ und ist heute ein Ort innerhalb der Landgemeinde Stawiguda (Stabigotten) im Powiat Olsztyński (Kreis Allenstein), von 1975 bis 1998 der Woiwodschaft Olsztyn, seither der Woiwodschaft Ermland-Masuren zugehörig. Im Ortsgebiet befand sich einst ein Feriendomizil des polnischen Ministerrates, genannt: CYRANKA. Aus Sicherheitsgründen wurde die von Łańsk (Lanskerofen) kommende Straße hier unterbrochen. Die Gebäude wurden zwischenzeitlich an einen Investor aus Warschau verkauft.

## Kirche
Bis 1945 war Alt Ramuck in die evangelische Kirche Neu Bartelsdorf (polnisch Nowa Wieś) in der Kirchenprovinz Ostpreußen der Kirche der Altpreußischen Union, außerdem in die römisch-katholische Kirche Wuttrienen (polnisch Butryny) im Bistum Ermland eingepfarrt.
Heute gehört Stary Ramuk katholischerseits weiterhin zur Kirche in Butryny, die jetzt dem Erzbistum Ermland zugeordnet ist. Die evangelischen Einwohner halten sich zur Christus-Erlöser-Kirche Olsztyn in der Diözese Masuren der Evangelisch-Augsburgischen Kirche in Polen.

## Verkehr
Stary Ramuk ist von der Woiwodschaftsstraße 598 über den Abzweig einer Nebenstraße in Pokrzywy (Friedrichstädt) zu erreichen. Von Łańsk (Lanskerofen) aus führt eine Seeuferstraße nach Stary Ramuk. Eine Anbindung an den Bahnverkehr besteht nicht.